# 4-氰基苯甲醛肟
4-氰基苯甲醛肟是一种有机化合物，化学式为C8H6N2O。它可由4-氰基苯甲醛和盐酸羟胺在碱的存在下反应得到。它和N-氯代丁二酰亚胺在二甲基甲酰胺中反应，可以得到α-氯-4-氰基苯甲醛肟。